# Faustin Hélie
Faustin Hélie (født 31. maj 1799 i Nantes, død 22. oktober 1884 i Paris) var en fransk retslærd.
Hélie blev 1822 advokat i sin fødeby, kontorchef i justitsministeriet 1837, 1848 departementschef, samme år professor ved Collège de France, 1849 medlem af kassationsretten, 1872—74 præsident for kassationsrettens kriminalkammer, 1879 vicepræsident i statsrådet, 1855 medlem af Académie des sciences morales et politiques.
Sammen med Chauveau, Boitard, Ortolan og andre hører Hélie til den franske strafferetsvidenskabs klassikere; i bindstærke værker og tidsskriftafhandlinger, ved lovudgaver og lignende søgte han at fremme udviklingen af sit lands retsvidenskab. 
Sammen med Chauveau skrev han Théorie du Code pénal (I—VI 1834—43, ny udgave i 7 bind ved Edmond Villey og Edmond Mesnard 1888—98), alene Du jury appliqué aux délits de la presse (1834) og Traité de l'instruction criminelle (I—IX 1845— 60, 2. udgave 1866—67), der for Belgiens vedkommende blev bearbejdet af Jean Servais Guillaume Nypels og Léopold Hanssens med flere. 
Hélie udgav en fransk oversættelse af Beccarias Dei delitti e delle pene med indledning og kommentar (2. udgave 1870) og forskellige værker af andre kriminalister, således for eksempel 12. udgave af Boitards Leçons de droit criminel. Med Paul Pont bistod han Hippolyte Ferréol Rivière i udgivelsen af dennes meget benyttede og i talrige oplag foreliggende Codes Français.